# Nebelkind – The End of Silence
Nebelkind – The End of Silence ist ein Spielfilm aus dem Jahr 2024 von Regisseurin und Drehbuchautorin Tereza Kotyk mit Jeanne Werner und Susanne Michel.

## Handlung
Der Film behandelt die Familiengeschichte dreier Generationen von Frauen zwischen 1945 und 2022 an der Grenze zwischen Tschechien und Österreich.
Hannah hütet Wölfe im Wolf Science Center und begleitet sie fotografisch. Als ein Wolf in einer Gewitternacht entkommt, gelangt sie auf der Suche nach dem Tier in den tschechischen Ort, in dem ihre Großmutter Viktorie bis 1945 ein Gasthaus betrieben hat. Hannahs Mutter Miriam hat das Gebäude in verwahrlostem Zustand in den 1990er Jahren restituiert bekommen, lebt seither dort und ist verbittert darüber, dass die Einrichtung von den Dorfbewohnern geplündert wurde und dass insbesondere ein schöner alter Kachelofen jetzt in einem anderen Haus steht, in das ihr die neuen Besitzer den Zutritt verwehren. Als Hannah im Dorf Batterien kauft, wird sie von Dorfbewohnern gebeten, bei einem Dorffest Fotos zu machen; dabei sieht sie auch den schönen Kachelofen, ohne zu wissen, dass er einst ihrer Großmutter gehörte. Zu ihrer Mutter hatte Hannah nie eine gute Beziehung. Nach und nach stellt sich heraus, dass Miriam das Ergebnis einer Vergewaltigung von Viktorie in den Tagen nach dem Ende des Zweiten Weltkriegs war. Damals wurden Deutschsprachige und Menschen, die mit den Deutschen sympathisierten, vertrieben oder – wie im Fall von Viktories Vertrauter Věra, die sich in einen deutschen Deserteur verliebt hatte – erschossen. Viktorie hat Věra und ihren Freund heimlich in einer Friedhofsecke bestattet und ist als einzige Deutschsprachige bis zu ihrem Tod 1972 im Ort geblieben.

## Bedeutung des Filmtitels
Der Filmtitel bezieht sich auf den Ausdruck „Nebelkinder“, der sich in Fachkreisen als Bezeichnung für Kinder von Überlebenden traumatischer Ereignisse etabliert hat: Die Gewalterfahrungen ihrer Vorfahren legen sich wie ein Nebel auf ihr Leben und nehmen Einfluss auf ihre Persönlichkeit und ihr Verhalten, auch wenn sie die Ereignisse selbst nicht erlebt haben.

## Produktion und Hintergrund
Die Dreharbeiten fanden unter dem Arbeitstitel Das Auenhaus an 27 Drehtagen vom 15. Mai bis zum 23. Juni 2023 in Wien, Niederösterreich und Tschechien statt. Drehorte war unter anderem der Wildpark Ernstbrunn im Bezirk Korneuburg sowie das südmährische Schloss Jaroslavice.
Hannah und Viktorie werden von deutschsprachigen Schauspielerinnen gespielt, die eigens für den Film ein paar Brocken Tschechisch lernten; die mittlere Generation, also Miriam, wird von einer tschechischen Schauspielerin verkörpert, die ihre deutschen Filmworte erst im Rahmen des Drehs erlernte.
Produziert wurde der Film von der österreichischen Plan C Filmproduktion (Produzentin Claudia Wohlgenannt) und der tschechischen Axman Productions (Produzenten Karla Stojáková und Pavel Berčík). Den Vertrieb übernahm in Österreich Filmladen. Unterstützt wurde die Produktion vom Österreichischen Filminstitut, vom Filmfonds Wien, vom Land Niederösterreich sowie dem Czech Filmfonds und dem South Moravian Fund, beteiligt war der ORF.
Die Kamera führte Leena Koppe, die Montage verantwortete Barbara Seidler und das Casting Marion Elisabeth Rossmann. Den Ton gestalteten Jan Paul und Peter Rösner, das Kostümbild Sylva Zimula Hanáková und das Szenenbild Katrin Huber und Gerhard Dohr. Als Intimitätskoordinatorin fungierte Cornelia Dworak.
Der Nachspann nennt als Inspirationsquelle für den Film Berichte von Zeitzeuginnen im Buch „Familienalbum“ von Marta Pelinka-Marková (2022); daneben sind aber auch Elemente der eigenen Familiengeschichte von Regisseurin und Drehbuchautorin Tereza Kotyk in die Handlung eingeflossen. Das Zitat, das im Keller von Viktories Haus an der Wand steht und Wölfe als Sinnbild der Zeit Bezug nimmt, stammt aus dem Buch „Das Lied der Natur“ von Hélène Grimaud (2014). 
Nach Home Is Here (2016) handelt es sich um Kotyks zweiten Langspielfilm.

## Veröffentlichung
Der Film wurde 2024 am Filmfestival Finále Plzeň, am Cambridge International Film Festival sowie am LA Indie Film Festival gezeigt.
Die österreichische Kinopremiere fand am 7. Mai 2025 im Gartenbaukino (Wien) statt; ab dem 9. Mai war der Film regulär in österreichischen Kinos zu sehen.

## Rezeption
Martin Nguyen schrieb in der Wiener Wochenzeitung Falter, dass so löblich die historische Aufarbeitung sei, die emotionale Durchdringung der familiären Sphäre nur bedingt gelinge. Themen würde angerissen, die Figuren blieben schemenhaft. Am interessantesten sei der Ursprung des Familientraumas, die Perspektive der Großmutter.
Marian Wilhelm meinte DerStandard.at, dass dieser österreichisch-tschechische Film und der kurz zuvor gestartete österreichisch-slowakische Film Perla eine thematische Verwandtschaft verbinde. Auch wenn die Geschichten von Hannah und Miriam arm an Plot seien, der die schweren Themen tragen könne, sei die Atmosphäre durchaus sonnig.